# マリアっぽいの!
『マリアっぽいの!』は、安藤なつみによる日本の漫画作品。
『なかよし』（講談社）にて2000年4月号から2001年3月号まで連載された。全12話。そのほか、同誌2000年8月号増刊『なつやすみランド』に番外編が掲載された。単行本は同社の講談社コミックスなかよしより全2巻。

## 書誌情報
- 安藤なつみ 『マリアっぽいの!』 講談社〈講談社コミックスなかよし〉、全2巻
  1. 2000年12月6日第1刷発行、ISBN 4-06-178952-X
  2. 2001年5月7日第1刷発行、ISBN 4-06-178961-9

  - 1巻には増刊に掲載の番外編が同時収録されている。